# Endrosa tecticola
Endrosa tecticola là một loài bướm đêm thuộc phân họ Arctiinae, họ Erebidae.